# Baltleucauge
Genre
Baltleucauge est un genre fossile d'araignées aranéomorphes de la famille des Tetragnathidae.

## Distribution
Les espèces de ce genre ont été découvertes dans de l'ambre de la mer Baltique. Elles datent du Paléogène.

## Liste des espèces
Selon le World Spider Catalog 16.0 :
- †Baltleucauge gillespiae Wunderlich, 2008
- †Baltleucauge propinqua Wunderlich, 2012

## Publication originale
- Wunderlich, 2004 : The fossil spiders (Araneae) of the families Tetragnathidae and Zygiellidae n. stat. in Baltic and Dominican amber, with notes on higher extant and fossil taxa. Beiträge zur Araneologie, vol. 3, p. 899–955.